# Sascha Oskar Weis
Sascha Oskar Weis (* 4. November 1970 in Wien; † 20. März 2020 ebenda) war ein österreichischer Schauspieler.

## Leben
Weis absolvierte seine Schauspielausbildung am Konservatorium seiner Heimatstadt unter Elfriede Ott. Singen und Tanzen erlernte er während seiner zehnjährigen Tätigkeit an deutschen Bühnen. 
Von 1993 bis 1997 war Weis Mitglied am Theater Bielefeld und wirkte unter anderem in den Produktionen Klassen Feind, Hair, Clavigo, Angels in America und als Mozart in Peter Shaffers Amadeus mit. Über Koblenz (Cabaret) kam er an das Theater des Westens in Berlin, wo er intensiv mit Musiktheater in Berührung kam und in der Produktion 30 60 90 mitwirkte. 
Es folgten Engagements unter anderem in Düsseldorf, an der Oper Bonn, dem Staatstheater Mainz, in Bern und in Essen. An diesen Häusern war er etwa als Danny in Grease, als Tony in der West Side Story, als Lucheni in Elisabeth, als Enjolras in Les Misérables, aber auch als Zawisch in Grillparzers König Ottokars Glück und Ende oder als Mercutio in Shakespeares Romeo and Juliet zu sehen. 
Als Ensemblemitglied am Theater in der Josefstadt spielte Weis von 2003 bis 2005 unter anderem den Dichter Rollin in Der grüne Kakadu (Regie: David Mouchtar-Samorai) und Cléante in Le Malade imaginaire (Regie: Claude Stratz).
2004 bis 2009 war er bei den Festspielen Reichenau zu sehen; 2009 unter der Regie von Nicholas Ofczarek in Schnitzlers Spiel im Morgengrauen. In der Saison 2006/07 debütierte er an der Wiener Volksoper als Jean-Michel in der Wiederaufnahme von La Cage aux Folles. 2008 war er bei den Vereinigten Bühnen Wien in Die Habsburgischen zu sehen. 
Seit 2009 war Sascha Oskar Weis festes Ensemblemitglied am Landestheater Salzburg und dort unter anderem als Mephisto in Goethes Faust I (Regie: Carl Philip von Maldeghem), als Leon in Grillparzers Weh dem, der lügt!, als Zwirn in Nestroys Lumpazivagabundus (Regie: Beverly Blankenship) und als Petruchio in Kiss me Kate zu sehen. Zuletzt spielte er die Hauptrollen in Cash on delivery von Michael Cooney (Regie: Georg Clementi) und Das weite Land von Arthur Schnitzler (Regie: Werner Schneyder) sowie den Professor Higgins in My Fair Lady.
Darüber hinaus spielte er von 2010 bis 2012 bei den Salzburger Festspielen in dem traditionsreichen Theaterstück Jedermann in der Inszenierung von Christian Stückl den Mammon an der Seite von Nicholas Ofczarek, Birgit Minichmayr und Ben Becker.
Weis starb im März 2020 im Alter von 49 Jahren an den Folgen eines Herzinfarkts.